# Škoda Rapid (1935)
Der Škoda Rapid ist der Nachfolger des Škoda 418/421 Popular Sport. Der Roadster erschien 1935 und hatte eine Karosserie in Holz-/Stahlmischkonstruktion.
Sein wassergekühlter, seitengesteuerter Vierzylinder-Viertakt-Motor hatte einen Hubraum von 1386 cm³ und eine Leistung von 31 PS (23 kW). Er beschleunigte das 1050 kg schwere Fahrzeug bis auf 100 km/h. Über das an den Motorblock angeflanschte Getriebe und eine Kardanwelle wurde die Antriebskraft an die Hinterräder weitergeleitet. Der vorne und hinten gegabelte Skelettrahmen des Wagens bestand aus geschweißten Stahl-U-Profilen und besaß ein Zentralrohr.
1938 erschien das Modell mit einem neuen obengesteuerten Vierzylinder-Viertakt-Reihenmotor mit 1564 cm³ Hubraum und einer Leistung von 42 PS (31 kW). Der 1100 kg schwere Wagen erreichte 110 km/h.
Von den Modellen mit obengesteuerter Maschine wurden 579 Fahrzeuge in den Jahren 1938–1942 hergestellt. 1945–1947 entstanden noch einmal 21 Exemplare.